# Taula de vendre carn
La Taula de vendre carn és una obra de la Seu d'Urgell (Alt Urgell) protegida com a Bé Cultural d'Interès Local.

## Descripció
Paret situada al carrer Major, que conserva un arc de mig punt i una finestre enreixada. Només es conserva aquesta part de l'antiga botiga. La resta ha estat enderrocada.

## Història
La botiga fou coneguda amb el nom de Cal Rata. Només es conserva un mur, pertanyent a ua part dels porxos.